# Санта Барбара I (Авелино)
Санта Барбара I је насеље у Италији у округу Авелино, региону Кампанија.
Према процени из 2011. у насељу је живело 27 становника. Насеље се налази на надморској висини од 523 m.